# 100 Grad Festival
Das 100 Grad Festival (auch „100° Festival“ oder „Langes Wochenende des Freien Theaters“) ist ein deutsches unkuratiertes Off-Theater-Festival. Es wird seit 2003 in Berlin in den Sophiensaelen und im Hebbel am Ufer ausgerichtet. Dort werden vor allem junge Theatermacher mit ihren Produktionen vorgestellt. Häufig bilden das Festival und die mit ihm ausgeschriebenen Preise eine Möglichkeit zum Eintritt in den professionellen Theaterbetrieb.

## Organisation
Ausgerichtet und organisiert wird das Festival vom Hebbel am Ufer Theater und den Sophiensaelen. Die Veranstaltung findet auf allen drei Bühnen des Hebbel-Theaters und auf zwei Bühnen der Sophiensaele statt.
Das Festival findet jährlich in den ersten Monaten des Jahres an einem Wochenende statt und geht über 4 Tage. Es ist bekannt als „Theater-Marathon“, da weit über 100 Produktionen in dieser Zeit in den fünf Spielstätten zu sehen sind. Keine der auftretenden Gruppen erhält eine Gage. Im Rahmenprogramm finden außerdem Besprechungen der Stücke durch Experten statt.
Kritisiert wird das Festival wegen der fehlenden Gagen als „Selbstausbeutungsbetrieb“. Dagegen stehen Darstellungen, nach denen sich gerade die Verweigerung der Auswahl der Stücke und das Öffnen des Theaters auch für Amateurgruppen gegen die Übermacht des sonst geschlossenen Theatermarktes stellen.

## Preise
Es werden für jedes Haus (Sophiensaele, HAU1, HAU2, HAU3) jeweils ein Jurypreis und ein Publikumspreis verliehen. Die Preise sind undotiert und dienen eher der Öffentlichkeitswirkung. Symbolisch wird klassischerweise eine Flasche Wodka mit dem Jurypreis verliehen.
Die ausgezeichneten Produktionen werden ein weiteres Mal eingeladen, und gelegentlich auch auf Gastspiel in weitere europäische Theater geschickt.

## Gewinner des 100° Festivals

### 2008
Jury:
- Jumbled – Oh my green soap box
- Johanna Chemnitz und Palina Krause – Festland
- Pedro Martins Beja / Steffen Köhn – Berlin Alexanderplatz oder was
- Niels Bovri und Christophe Hocké – Das Fahrrad
- Boris Nikitin & Malte Scholz – Woyzeck

Publikum:
- Temple Theatre – Anger
- Janne Gregor & Lukas Besuch – Blau
- Bernhard Dechant, Mathis Julian Schulze, Ralf Meirich & Gwendolyn Bahr – Don Quichote

### 2009
Jury:
- Beatrice Fleischlin – my ten favorite ways to undress / a personal hitlist

- Auch senst sucht – WEIRD was Euch fehlt
- Turbo Pascal – Wir werden wieder wer gewesen sein
- vor dem theater – Tollkühnes Singen
- Banality Dreams – The Spontaneous Sculpture of the Poo

Publikum:
- Julia und Julia flippen aus – *Muschiballett* meets Barbielon – performance in progress #3
- Spicy Tigers on Speed – "Viola & The Perverters Dragzhaufen

### 2010
Jury:
- PlastikWorks – Maybe One Day We’Ll Be United – Der seltsame Fall des Doktor Westerwave und Mr Hasselhoff
- Caroline Creutzburg und Sophie Reble – Eine Pistole, ein Tanz
- vorschlag: hammer – Vom Schlachten des gemästeten Lamms
- Lovefuckers – Pieps, du kleiner Vogel
- Bottlefed – Hold me Until You Break

Publikum:
- Sudermann & Söderberg – Freedom of Speech
- Theaterkosmos 53 – Paul und Paula – eine Legende

### 2011
Jury:
- Brina Stinehelfer / Per Aspera Productions – Skype Duet
- Lina & Martha, Christopher Felix-Hahn, Jan Rohwedder – Dance und Short Fiction
- machina eX – „15'000 Gray“
- Anja Müller & Dennis Deter – Interpassive Paradise
- Sebastian Matthias – Tremor

Publikum:
- Pakin und Krakin – Fälle* - Ein Hör-Spielraum
- Wilde Pferde – phRasen der Dressur

### 2012
Jury:
- Florentina Holzinger / Vincent Riebeek – Spirit
- Musiktheater bruit! – es glaubt es rauscht
- Anna Nowicka – Fire burning in your hair
- Leyla Postalcioglu – roof
- Johanna Castell – Analog Avatar

Publikum:
- Sibylle Polster / Dylan Nicole Bandy – Strangers in a Song
- Anne Schneider – Schwesternherz